# South Sentinel Island
South Sentinel Island ist eine der Andamanen-Inseln im Golf von Bengalen. Sie ist 1,6 km von Nordosten nach Südwesten lang und bis zu 1 km breit. Mit nur 1,61 km² ist sie viel kleiner als ihr Pendant North Sentinel Island und ist derzeit unbewohnt. Die Insel gehört zum Tehsil Port Blair im Distrikt South Andaman, einem Teil des indischen Unionsgebiets der Andamanen und Nikobaren, das an die Nord-Sentinel-Insel angrenzt.

## Geografie
South Sentinel liegt 26,5 Kilometer westnordwestlich von Little Andaman im Süden der Andamanenkette, aber 59,6 Kilometer südlich von seinem Gegenstück North Sentinel Island. Aus den wenigen verfügbaren Informationen lässt sich ableiten, dass die South Sentinel Island ein bewaldetes Korallenriff ist. Ein Colonel Alcock, der die Insel passierte, schrieb in einem Journal aus dem 19. Jahrhundert: „[South Sentinel ist] um einige Meter erhöht und mit den sie umgebenden Korallen durchzogen“. Die Insel liegt 186 km südwestlich von Port Blair. Sie liegt unmittelbar südlich der Passage. Die Insel ist bis zu den Wipfeln der Bäume 44 m hoch und ebenerdig. Ihr Erscheinungsbild ist in allen Richtungen weitgehend gleich. Ein Ufer, wie es durch die 36-m-Kurve definiert ist, umgibt die Insel und erstreckt sich etwa 6 Meilen NW von ihr. Der Kanal zwischen dieser Insel und der Little Andaman weist beträchtliche Tiefen auf.

## Regierung
Politisch gesehen ist South Sentinel Island Teil des Little Walnuthead Andaman Taluk. Im Jahr 2018 schloss die indische Regierung 29 Inseln – einschließlich des South Sentinel – bis zum 31. Dezember 2022 vom Restricted Area Permit (RAP)-Regime aus, um den Tourismus hier zu fördern. Im November 2018 erklärte das Innenministerium der Regierung jedoch, dass die Lockerung des Verbots nur dazu dienen sollte, Forschern und Anthropologen mit vorab genehmigter Genehmigung den Besuch der Sentinel-Inseln zu ermöglichen.

## Fauna
1977 wurde auf der Insel ein Schutzgebiet eingerichtet. Es ist die Heimat von Palmendieb-Krebsen.

## Demografie
Die Insel ist unbewohnt, wird aber aufgrund ihrer Abgeschiedenheit und ihres Neuheitsfaktors manchmal von Tauchexpeditionen genutzt.